# Steel pan

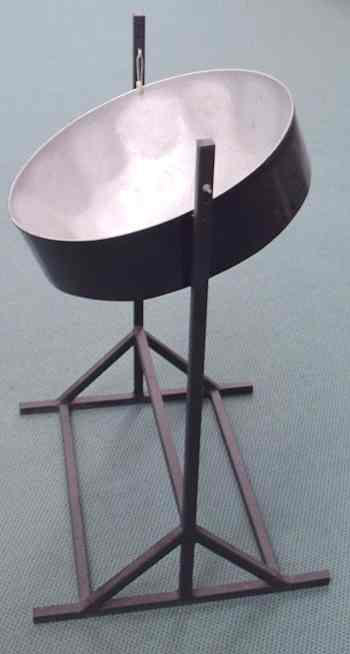
Steel pan na statywie

Steel pan (znany również jako pan, steel drums i czasami łącznie z muzykami steel band) – jednocześnie instrument muzyczny i forma muzyki wywodzące się z wysp Trynidad i Tobago na Karaibach.
Kształtem przypomina obcięte dno beczki. Instrument ma formę blaszanych bębnów posiadających szereg wgłębień, które umożliwiają wydobycie różnych dźwięków. Dźwięki wydobywa się uderzając pałeczkami.
Ten idiofon rozwijał się od końca XIX w. aż do połowy XX w., kiedy otrzymał formę dzisiejszą. W 2000 r. w Szwajcarii opracowano nowy instrument o podobnej konstrukcji, nazwany hang.

## Zespoły steelband
Lista przykładowych zespołów:
- Desperadoes Steel Orchestra
- Gay Flamingoes Steelband